# Dzikie orchidee
Dzikie orchidee (ang. Wild Orchids) – amerykański melodramat z 1929 roku w reżyserii Sidneya Franklina.
Film kręcono na przełomie października i listopada 1928. Obraz otrzymał pozytywne recenzje i został jednym z największych hitów kinowych 1929 roku.

## Obsada
- Greta Garbo - Lillie Sterling
- Lewis Stone - John Sterling
- Nils Asther - książę De Gace